# Estación El Socorro
El Socorro es una estación ferroviaria ubicada en la localidad de Villa Angélica, en el Partido de Pergamino, Provincia de Buenos Aires, Argentina.

## Servicios
La estación corresponde al Ferrocarril General Bartolomé Mitre de la red ferroviaria argentina. Hoy está concesionada a la empresa Nuevo Central Argentino (NCA).